# Декларация от Вльора
С декларацията от Вльора, издадена на 28 ноември (15 ноември стар стил) 1912 г., се обявява независимостта на Албания от Османската империя.

## Повод
Непосредствен повод за обявяване независимостта на Албания е успешното организиране на въстание в Химара от гръцкото военно разузнаване. По този начин Вльора попада под непосредствена угроза от гръцка окупация в хода на Балканската война.

## Причини
Декларацията е предшествана от три години албански въстания (1909 – 1912 г.), предизвикани от опитите на младотурското правителство за централизация на османската държава. Целта на въстаниците е да постигнат административно обединение на земите, населени с албанци, и постигане на политическа и културна автономия в рамките на империята. През лятото на 1912 г. въстаническите успехи принуждават османското правителство да направи отстъпки. Според постигнатите договорености се обособява албанска общност, която обхваща вилаетите Шкодра, Янина, Косово и Битоля – т.е. не само днешни Албания и Косово, но Западна Македония и Епир.
Споразумението между османските власти и албанските въстаници обезпокоява балканските християнски държави Гърция, Сърбия и Черна гора, които се стремят да завземат Македония и да си поделят албанските земи. В края на септември 1912 г. Черна гора обявява война на Османската империя. Черногорските войски нахлуват в Северна Албания и обсаждат крепостта Шкодра. Няколко дни по-късно конфликтът прераства в Първата балканска война с включването на България, Сърбия и Гърция на страната на черногорците. До края на ноември сръбски и черногорски войски проникват дълбоко в Северна и Средна Албания и достигат Драч, а гърците обсаждат Янина.

## Предшестващи действия
В тази обстановка в Драч, Тирана, Елбасан и в други части на Албания се провеждат събрания, на които е прокламирана албанската независимост. На 28 ноември във Вльора се събират 83-ма делегати от цялата страна. Те избират временно правителство начело с Исмаил Кемали, а той прогласява албанската независимост и се обръща за помощ към големите европейски държави срещу аспирациите на Гърция, Сърбия и Черна гора.

## Последващо развитие
На Лондонската мирна конференция през декември 1912 г. представителите на Великите сили (Германия, Австро-Унгария, Русия, Франция, Великобритания и Италия) се обявяват за автономна Албания. Тази декларация е потвърдена с Лондонския мирен договор, който слага край на Балканската война на 30 май 1913 г. Под натиска на Австро-Унгария и Италия Сърбия е принудена да се откаже от излаз на Адриатическо море през Албания, Черна гора отстъпва от Шкодра, а Гърция – от Вльора. На 29 юли същата година Великите сили приемат Органически устав на Албания. С него се създава формално независима държава с неутрален статус в международните отношения, начело с княз (принц) от германски произход (Вилхелм Вид) и чуждестранна комисия за административен и финансов контрол. Заради териториални спорове с Гърция границите на новата държава не са окончателно утвърдени до началото на Първата световна война. Косово и Метохия, които са окупирани от сръбските войски през есента на 1912 г., са оставени в пределите на Сърбия, а впоследствие и на Югославия.